# Berești
Berești es una ciudad con estatus de oraș rumana perteneciente al județ de Galați.
En 2011 tiene 2916 habitantes, el 96,91% rumanos.
Se conoce su existencia desde 1484 y posee rango administrativo de oraș desde 1968. Forma parte de la Región Moldava. Es el lugar de nacimiento del zoólogo Paul Bujor.
Se ubica en el cruce de las carreteras 242A y 242B, unos 20 km al sureste de Bârlad.